# L'Éventail (film)
Pour les articles homonymes, voir Éventail (homonymie).
Pour plus de détails, voir Fiche technique et Distribution.
L'Éventail est un film français réalisé par Emil-Edwin Reinert, sorti en 1947.

## Synopsis
Martine, une riche orpheline, a été placée par son tuteur, dans une pension huppée où elle s'ennuie à mourir. Pour mettre un peu de sel dans son existence et pour éblouir ses camarades par la même occasion, Mademoiselle s'invente de gros mensonges. Comme celui par exemple d'une liaison qu'elle aurait nouée avec le célèbre musicien Jacques Brévannes. Elle s'enfuit un jour de l'institution et se réfugie dans les Alpes françaises, où elle rencontre. Jacques ! Belle occasion de mettre ses fantaisies à l'épreuve de la réalité. Le compositeur ne s'avère pas insensible au charme frais de la jolie menteuse mais ne voilà-t-il pas que l'inconstante s'éprend du rude guide montagnard Henri Vidal. Dès lors, entre les deux son cœur balance.

## Fiche technique
- Titre : L'Éventail
- Réalisateur : Emil-Edwin Reinert
- Scénario et adaptation: Jacques Companeez
- Adaptation et dialogues : Marc-Gilbert Sauvajon
- Photographie : Charlie Bauer
- Décors : Guy de Gastyne
- Musique : Joe Hajos
- Montage : Victoria Spiri Mercanton
- Effets spéciaux : Nicolas Wilcke
- Producteur délégué : André Hakim
- Coproducteurs : Robert Hakim, Raymond Hakim
- Directeur de production : André Gargour
- Société de production : Paris Films Production
- Société de distribution : Gaumont Distribution
- Pays de production :  France
- Tournage : du 7 février au 12 avril 1947
- Genre : comédie
- Durée :  105 minutes
- Date de sortie : 
  - France : 18 juin 1947

## Distribution
- Dany Robin : Martine, un orpheline mythomane
- Claude Dauphin : Jacques Brévannes, un célèbre compositeur avec lequel elle prétend avoir une liaison
- Lucien Baroux : le baron Saint-Yves
- Marguerite Moreno : Mme de Stakelberg
- Henri Vidal : Pierre, un rude guide de haute montagne dont s'éprend Martine
- Robert Pizani : Le consul Alvaro Gomez
- Jean Hébey : le marquis
- Robert Seller : M. Dupont
- Jacques Sergy : le groom
- Henry Valbel : Guillaume
- Albert Michel : Gustave
- Hennery
- Paul Faivre : le médecin
- Madeleine Suffel : la bonne
- Camille Bert : le professeur de musique
- Pierre Dudan : un guide de haute montagne
- Jacqueline Cadet : Madeleine Catinat
- Rose Avril
  - Colette Georges, Aniouta Pitoëff, Suzanne Grey, Laure Alex, Gisèle Brucker, Denise Prévost, Laura Meunier, Monique Jarnac & Lyska Wells : les pensionnaires
- Germaine Michel : la dame du train
- Alain Clairfond
- Vicky Hettier
- Charlotte Ecard
- René Pascal
- Jacqueline Huet